# Marta Xargay
Marta Xargay (* 20. Dezember 1990 in Girona) ist eine spanische Basketballspielerin.

## Sportliche Karriere
Xargy spielte von 1996 bis 2003 für den Verein C.E. Vedruna. Sie wechselte danach von 2003 bis 2005 zum Verein C.E.S.E.T. Von 2005 bis 2009 spielte sie für den Verein Uni Girona CB und danach von 2009 bis 2015 für den Verein CB Avenida. Von 2015 bis 2016 war sie beim Verein Phoenix Mercury und dann von 2015 bis 2018 beim Verein	USK Prag. Sie spielte dann von 2018 bis 2019 für Dynamo Kursk und ist seit 2020 wieder beim Verein	Uni Girona CB.
Xargay nahm 2016 an den Olympischen Sommerspielen in Rio de Janeiro teil. Dort gewann sie mit der Spanischen Damenmannschaft die Silbermedaille.

## Privates
Xargay ist mit der US-amerikanischen Basketballspielerin Breanna Stewart verheiratet. Das Ehepaar hat seit August 2021 ein gemeinsames Kind.